# 梅尔加尔德乌索
梅尔加尔德乌索，是西班牙卡斯蒂利亚-莱昂帕伦西亚省的一个市镇。 总面积27平方公里，总人口368人（2001年），人口密度14人/平方公里。